# 織田秀一
織田 秀一（おだ ひでひと/ひでかず）は、江戸時代前期の大名。大和国柳本藩3代藩主。通称は源十郎。官位は従五位下・信濃守。尚長流織田家3代。

## 生涯
2代藩主・織田長種の長男として誕生。初名は長盛。
寛永20年（1643年）12月7日、父・長種の死去により家督を相続した。寛永21年（1644年）11月13日、3代将軍・徳川家光に御目見する。正保3年（1646年）6月2日、神田橋石普請の助役を命じられる。万治3年（1660年）4月19日、藩主として初めてお国入りする許可を得る。寛文元年（1661年）12月28日、従五位下信濃守に叙任する。
寛文6年（1666年）5月13日、丹後国宮津藩主・京極高国の改易にあたって、家臣を派遣し、領内の巡視にあたることを命じられる。寛文7年（1667年）、駿府加番を命じられた。延宝4年（1676年）、近江国水口城在番を命じられた。
貞享4年（1687年）8月3日、死去。享年49。墓所は祥雲寺。法号は円常院殿梅嶺指月居士。
なお、『土芥寇讎記』には「秀一ハ才智発明ニシテ、武道ヲ嗜ミ、行跡正シク、家士ヲ憐ミ、民ニ恵ミテ、仕置穏順ニシテ、家民豊カナリシ」とあり、大名としての評価は良い。

## 系譜
子女は2男。
- 父：織田長種
- 母：小出三尹の娘
- 正室：小出有棟の娘 - 本立院、秀一の従姉妹にあたる
  - 次男：織田成純 - 兄・秀親の養子
- 側室：あり
  - 長男：織田秀親